# 舊里夫河
舊里夫河（烏克蘭語：Старий Рів），是烏克蘭西部的河流，屬於斯特里河的支流。該河發源自魯登科以北，流經利維夫州的舍普季茨基區，河道全長17公里，流域面積73平方公里。